# Gasometer metróállomás
Gasometer egy metróállomás Bécsben a bécsi metró U3-as vonalán.

## Szomszédos állomások
A metróállomáshoz az alábbi állomások vannak a legközelebb:
- Erdberg
- Zippererstraße

## Átszállási kapcsolatok
| U3 (Ottakring ↔ Simmering) |                        |                         |
| Állomás                    | Átszállási kapcsolatok | Fontosabb létesítmények |
| Gasometer                  | 72A                    | Bécsi Aréna             |